# Santa Maria di Castello (Giornico)

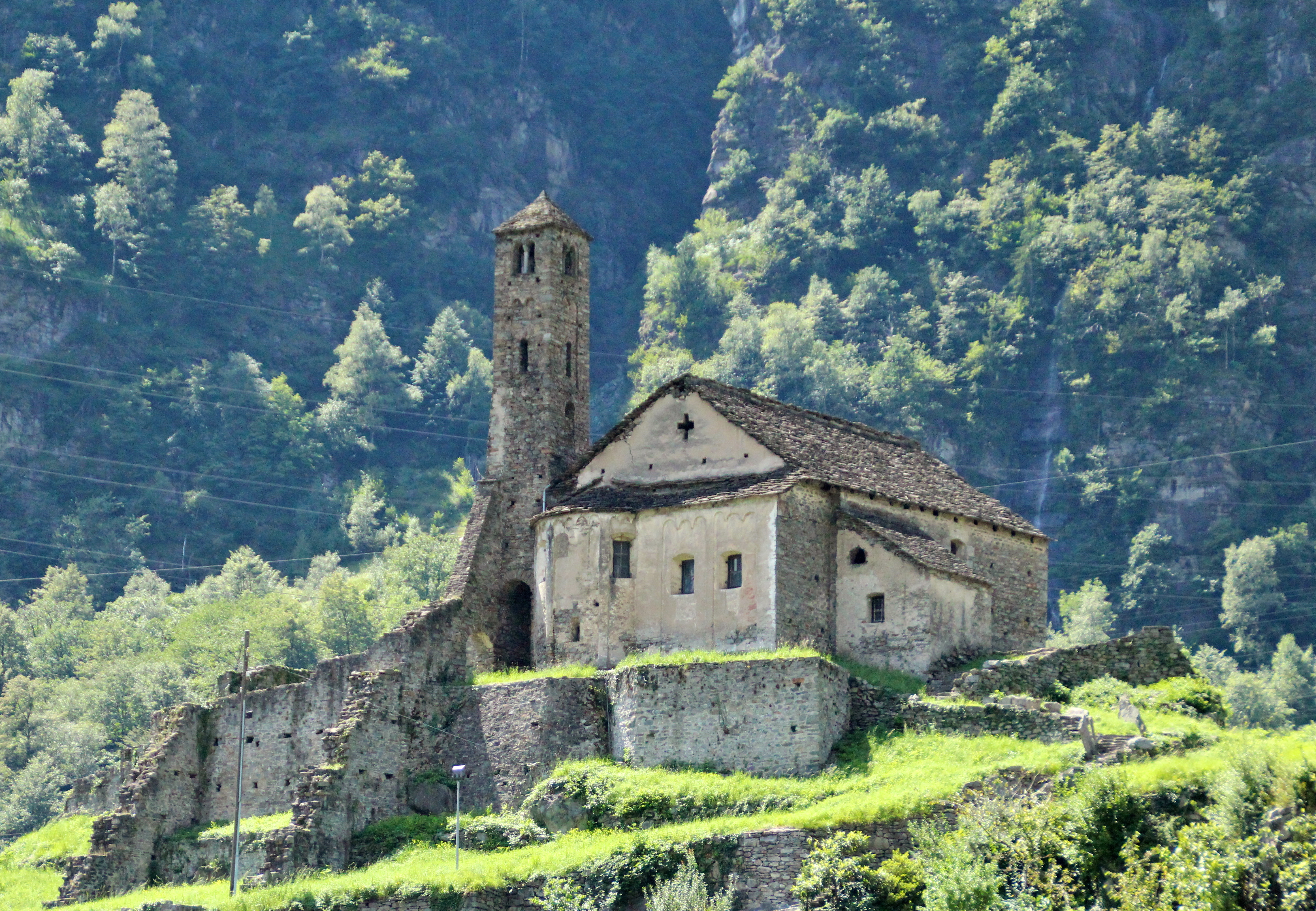
Santa Maria di Castello

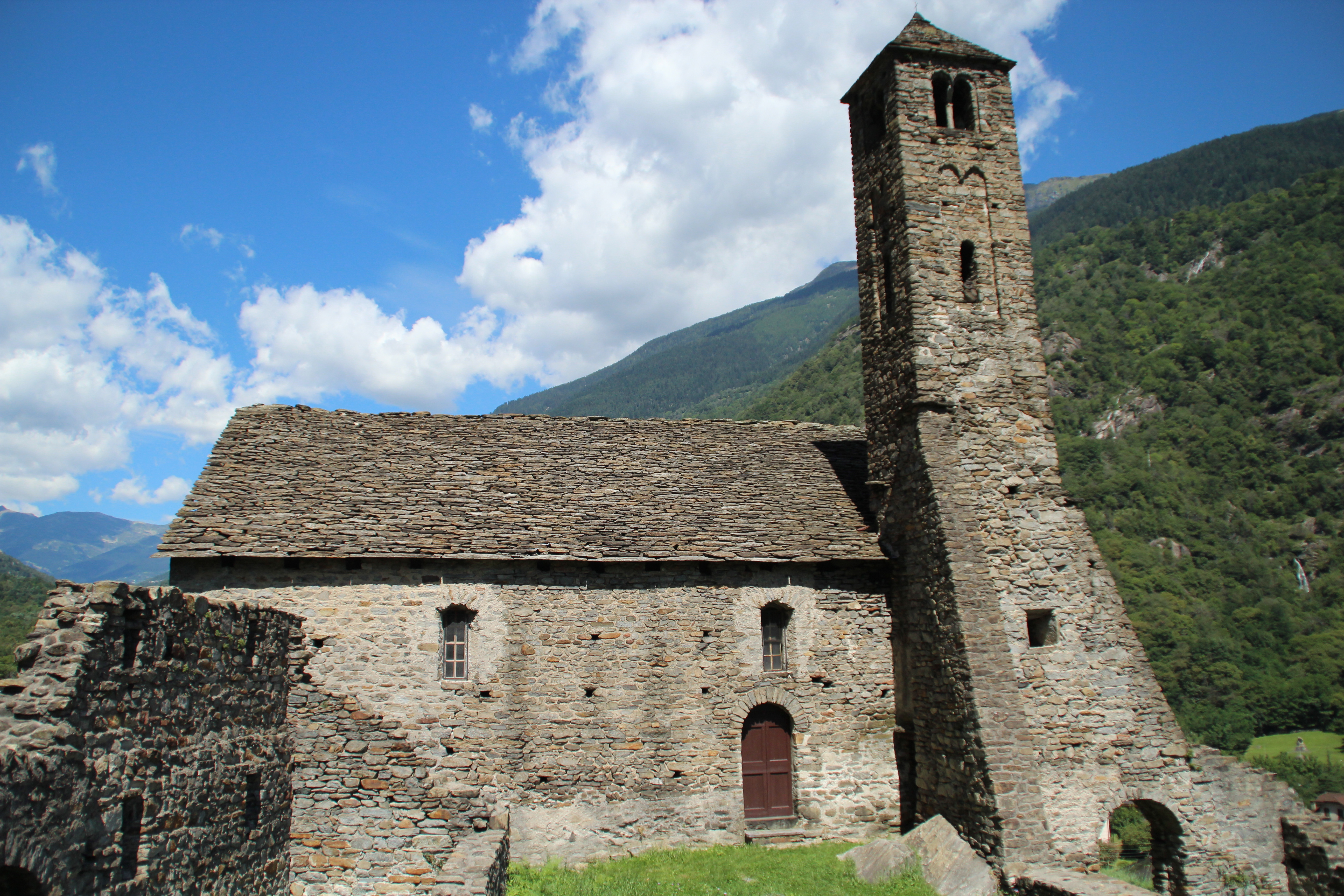
Südseite

Die Kirche Santa Maria di Castello (auch del Castello) steht auf einem markanten Felshügel im Westen oberhalb der Gemeinde Giornico in der Leventina im schweizerischen Kanton Tessin.

## Geschichte und Bau

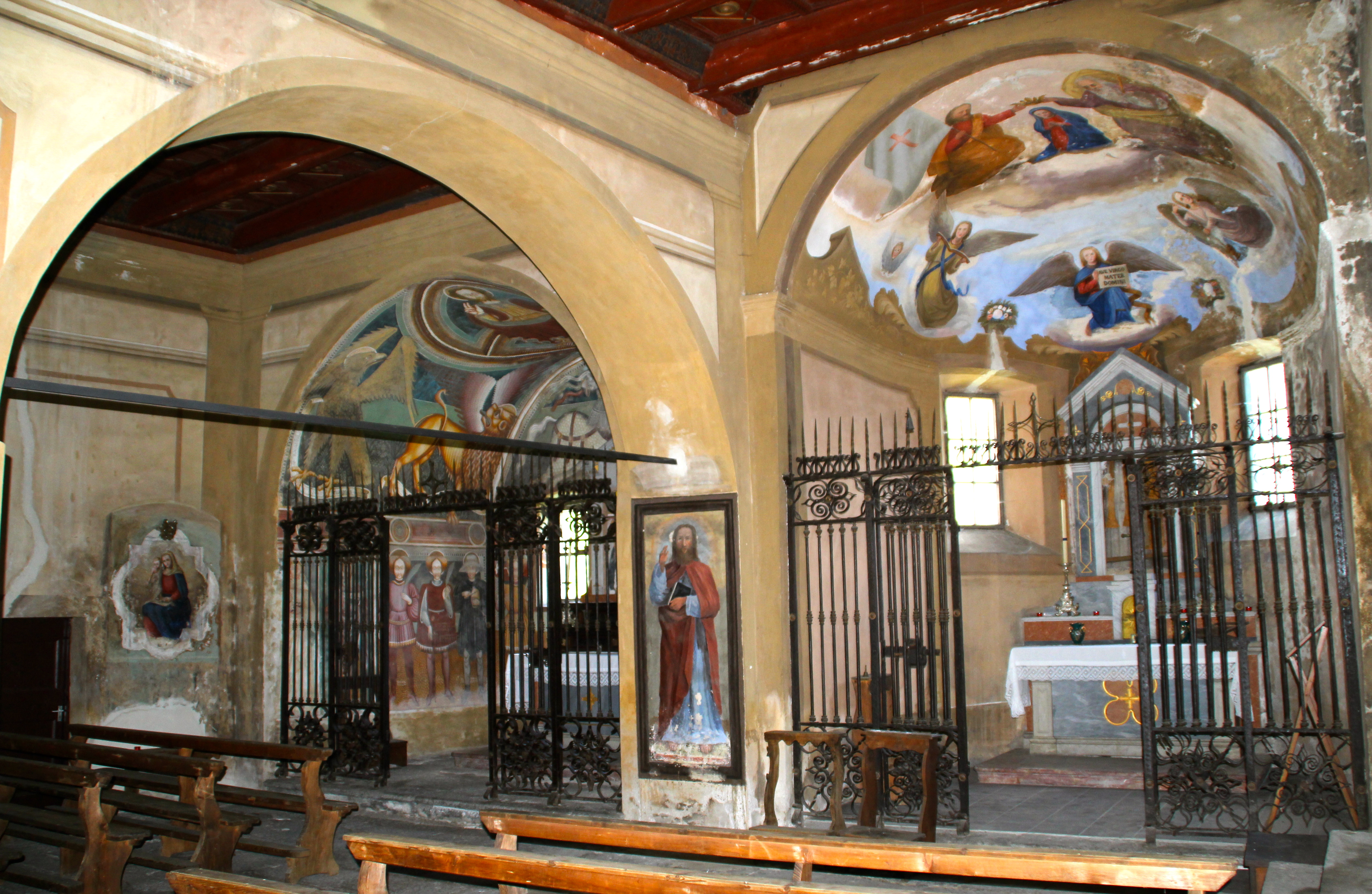
Innenraum

Die romanische Kirche von Santa Maria steht mitten in den Ruinen der mittelalterlichen Burganlage des Castello di Santa Maria. 
Sie wurde in zwei Hauptetappen erbaut. Im Nordwesten greifen die Fundamente eines viereckigen Gebäudes ins Innere der Kirche, vermutlich handelt es sich dabei um ein Wohngebäude aus der Frühzeit der Burg. 
Die älteste Kirche, ein einschiffiger, zweigeschossiger Bau mit halbrunder Apsis, war in die Burganlage integriert und dient vermutlich als Privatkapelle der Burgbesitzer. Vermutlich noch im 12. Jahrhundert wurde an der Südseite ein Turm angebaut. Gleichzeitig oder kurz danach wurde die Kirche mit einem zweiten Schiff nach Süden und Westen erweitert, wobei der neue Apsisraum etwas kürzer ausfiel als im Altbau. Die beiden Schiffe sind durch eine Doppelarkade voneinander getrennt.
Um 1400 wurde der Chor des nördlichen Schiffes in Form eines tonnengewölbten Rechtecks neu erstellt. 1575 wurde über beiden Schiffen eine bemalte Kassettendecke eingezogen. Kurz danach entstand im Norden eine Sakristei.
Die Fresken im nördlichen Chor stammen von den lombardischen Malern Christoforo und Nicolao da Seregno aus dem Jahr 1448. Onkel und Neffe Seregno malten zwischen 1448 und 1480 nahezu in einer Monopolstellung zahlreiche Kirchen der Alpensüdtäler aus. Im Chorhimmel ist Christus in der Mandorla abgebildet, links und rechts seitlich von ihm die Symbole der Apostel. Die Front des Chorbogens zeigt den heiligen Georg, der den Drachen tötet. Daneben sind mehrere Heilige und Märtyrer abgebildet. Die Malereien im Südchor stammen aus dem Jahr 1904. Die Gitter vor den beiden Chören stammen aus dem 16. oder 17. Jahrhundert.

## Fresken

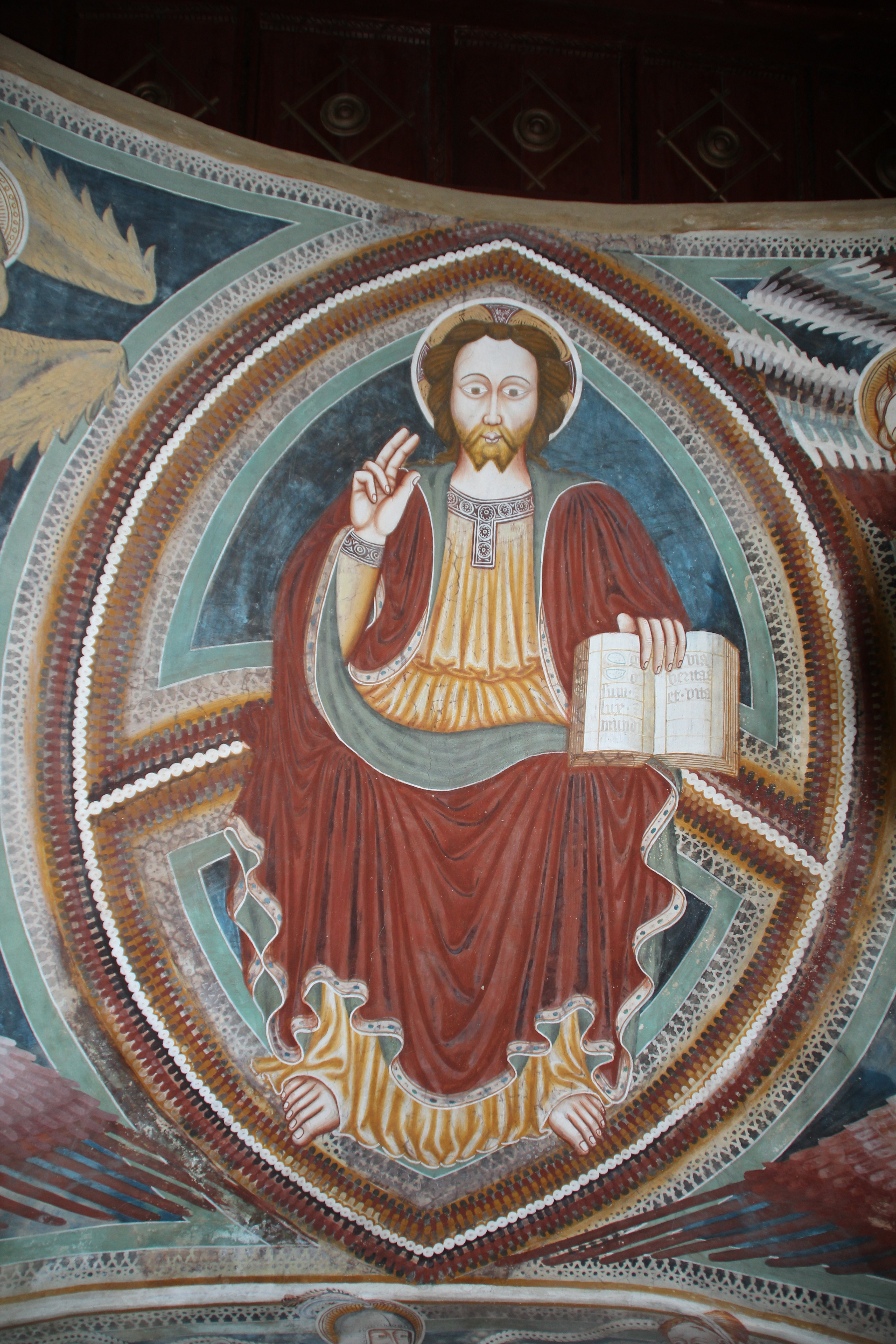
Christus in der Mandorla
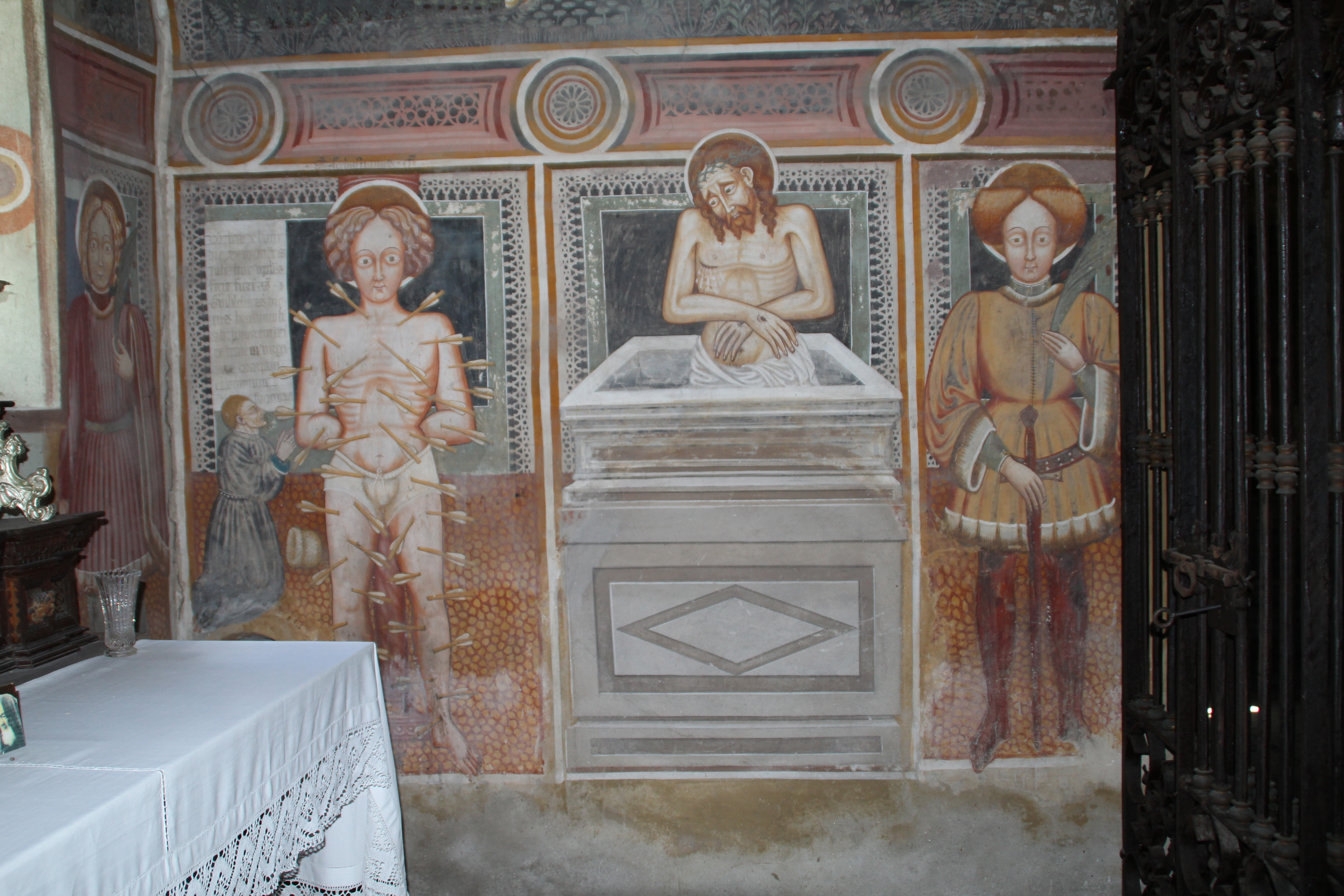
Links der heilige Sebastian mit kniendem Stifter
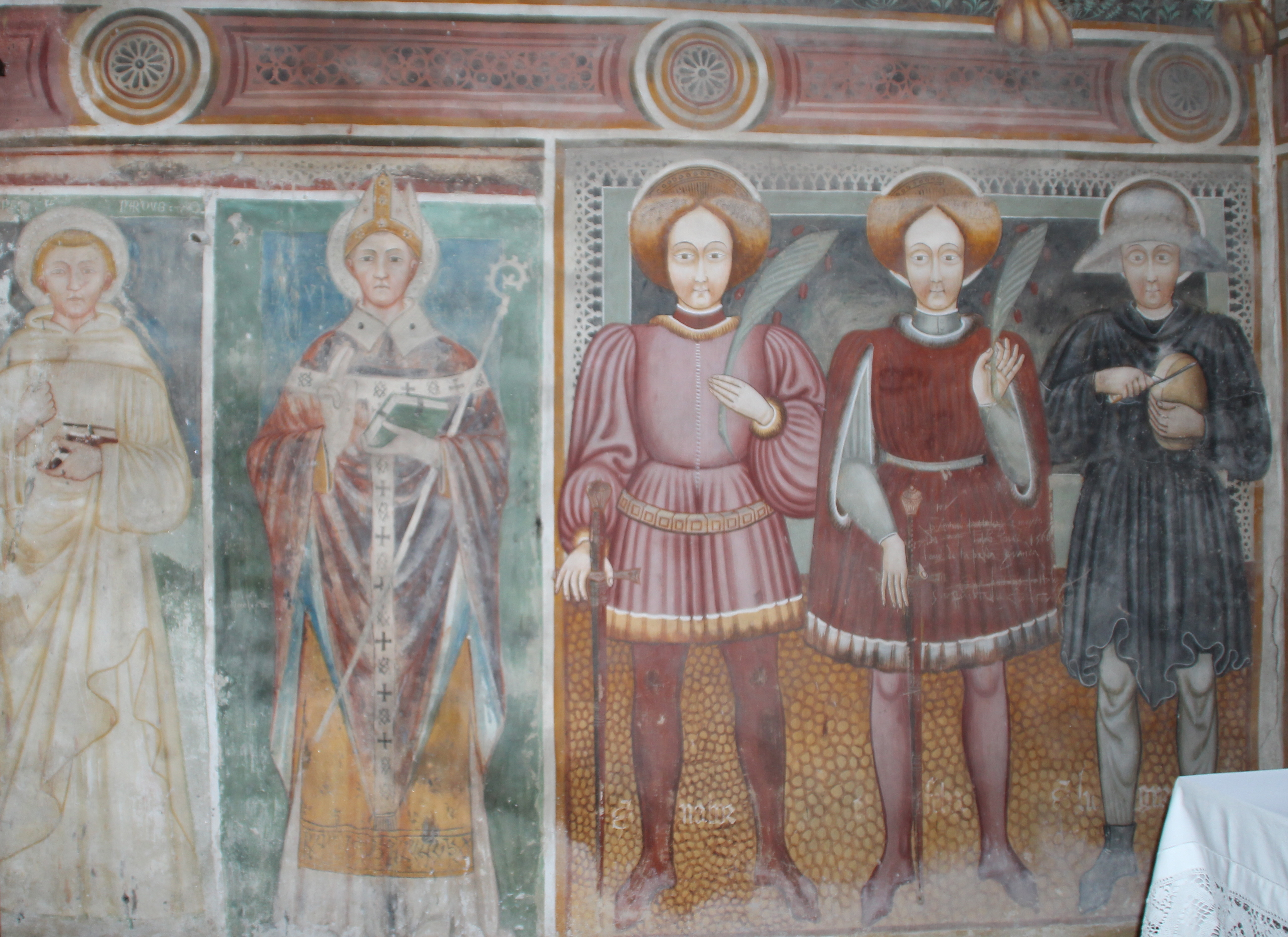
links von anderer Hand Bernhard und Blasius, Nabor, Felix und Luzius
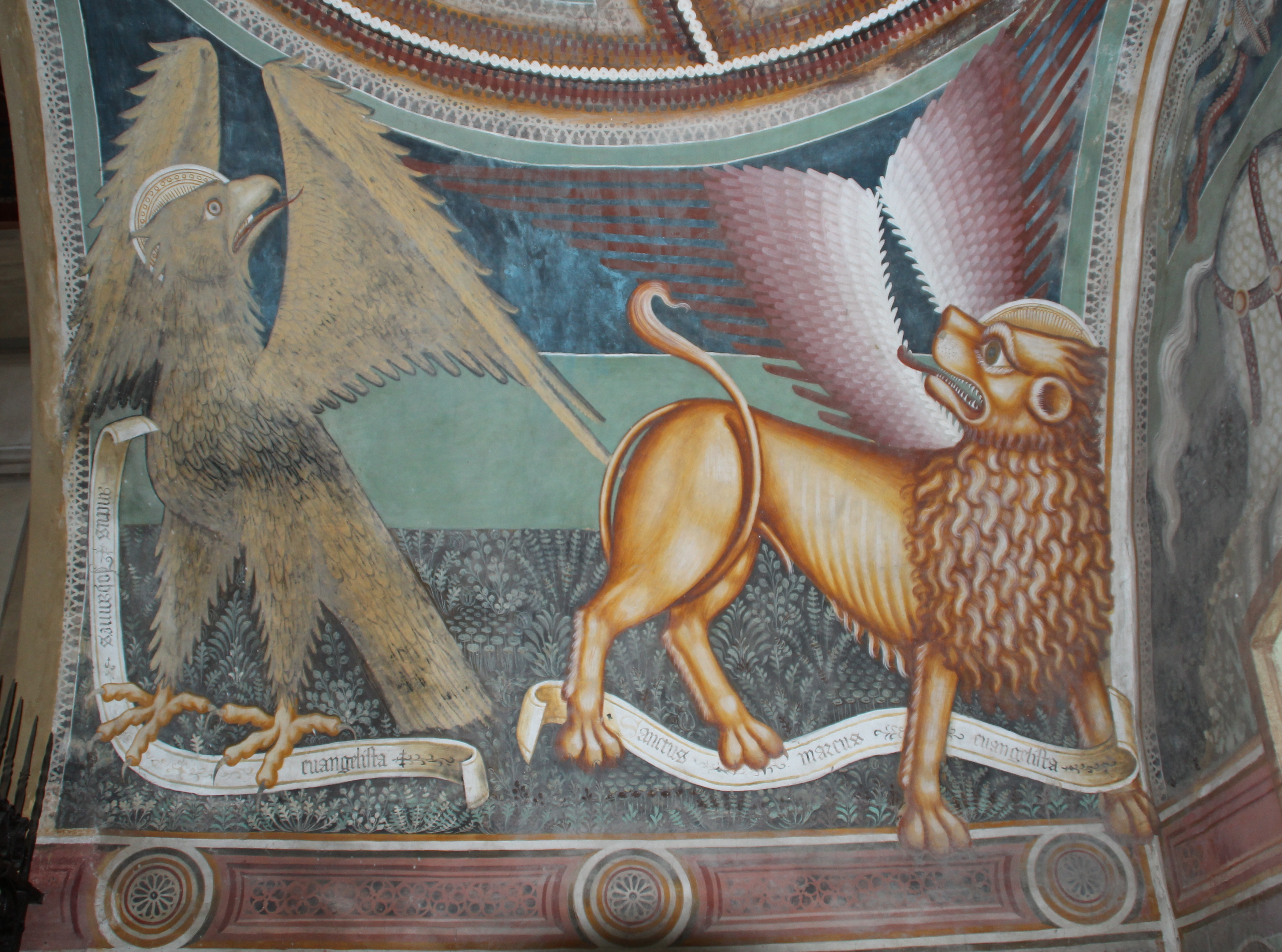
Evangelistensymbole
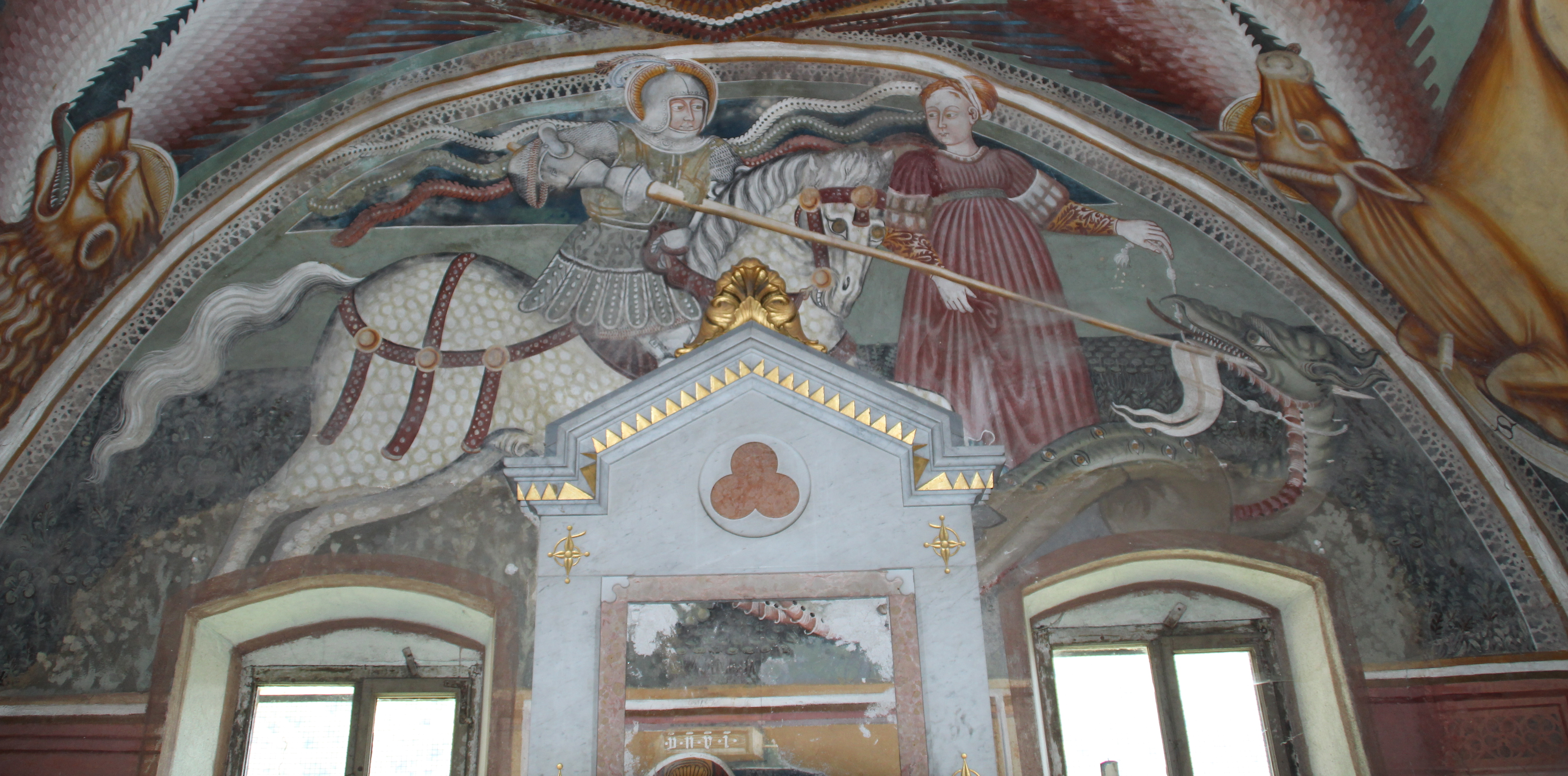
Heiliger Georg